# 混酸
混酸 (こんさん、英: mixed acid) とは、濃硫酸と濃硝酸を3:1の体積比で混合した液体。芳香族化合物およびセルロースのニトロ化に用いられる。硫酸と硝酸以外の組合せでも混酸と呼ぶが、一義的には硝酸と硫酸の混合物を指す。

## ニトロ化の反応機構
混酸中では、硝酸1分子と硫酸2分子から1分子のニトロニウムイオンNO+
2が生じる。
{\displaystyle {\ce {HNO3 + 2H2SO4 -> NO2+ + 2HSO4^- + H3O+}}}
生じたニトロニウムイオンは非常に強力な求電子剤であり、芳香族化合物と反応してニトロ化合物を生じる。
グリセリンの場合はエステルとなる。